# Kelen (település)
Kelen (szlovákul: Klenová, ukránul: Klenová) község Szlovákiában, az Eperjesi kerület Szinnai járásában.

## Fekvése
Szinnától 27 km-re délkeletre, az Ublya-patak partján fekszik.

## Története
1548-ban „Klenau” néven említik először, a homonnai uradalomhoz tartozott. Később a Hadik-Berkóczy család birtoka.
A 18. század végén Vályi András így ír róla: „KLENOVA. Orosz falu Zemplén Várm. földes Ura G. Barkóczy Uraság, lakosai ó hitűek, fekszik n. k. Orosz Volovához 1/2, é. Kálna Rosztokához is 1/2 órányira, határja két nyomásbéli, leg inkább zabot terem, középszerűen gabonát, árpát, kölest, tatárkát, krompélyt, földgye sárga agyagos kavitsos, erdeje bikkes, nyirjes, és elég, legelővel bővelkedik, piatza Ungváron, és Homonnán.”
Fényes Elek 1851-ben kiadott geográfiai szótárában így ír a faluról: „Klenova, Zemplén vm. orosz falu, Szinna fil., 9 romai, 723 g. kath., 21 zsidó lak. Gör. paroch. templom. 1093 hold szántóföld. Erdő. Vizimalom. F. u. gr. Barkóczy. Ut. p. Szobráncz.”
Tipikus patak menti település. Lakói földművelésből, állattartásból és favágásból éltek. A 19. század végétől számos lakosa emigrált a tengerentúlra.
Borovszky Samu monográfiasorozatának Zemplén vármegyét tárgyaló része szerint: „Kelen, azelőtt Klenova, ruthén kisközség, körjegyzőségi székhely, 129 házzal s 817 gör. kath. vallású lakossal. Postája Ublya, távírója s vasúti állomása Kisberezna. A homonnai uradalomhoz tartozott s előbb a Drugethek, majd a Barkóczyak voltak az urai. Most is gróf Hadik-Barkóczy Endrének van itt nagyobb birtoka. Gör.-kath. temploma 1805-ben épült.”
1920 előtt Zemplén vármegye Szinnai járásához tartozott, majd az újonnan létrehozott csehszlovák államhoz csatolták. 1939 és 1945 között ismét Magyarország része.

## Népessége
| Év:            | 1994. | 2004.   | 2014.   | 2024.   |
| -------------- | ----- | ------- | ------- | ------- |
| Emberek száma: | 515   | 533     | 530     | 496     |
| Eltérés:       |       | +3,49 % | -0,56 % | -6,41 % |

| Év:            | 2023. | 2024.   |
| -------------- | ----- | ------- |
| Emberek száma: | 499   | 496     |
| Eltérés:       |       | -0,60 % |

1910-ben 843, túlnyomórészt ruszin anyanyelvű lakosa volt.
2001-ben 535 lakosából 313 szlovák, 176 ruszin és 22 ukrán volt.
2011-ben 522 lakosából 263 szlovák és 233 ruszin volt.

## Nevezetességei
- Ortodox temploma 1806-ban készült a korábbi fatemplom helyén.
- Görögkatolikus temploma 1996-ban épült.
- Út menti kereszt 1851-ből.